# Angelica Panganiban
Angelica Panganiban (Manila, 4 de novembro de 1986) é uma atriz filipina. Foi considerada pela organização FHM, "a mulher mais sexy das Filipinas".

## Filmografia

### Cinema
| Ano  | Título                                 | Papel                                | Produção                                   |
| ---- | -------------------------------------- | ------------------------------------ | ------------------------------------------ |
| 1993 | Antipolo Massacre                      |                                      | Viva Films, Golden Lions Films             |
| 1993 | Kadenang Bulaklak                      | Bebê                                 | Viva Films                                 |
| 1994 | Lipa Massacre                          | Chelsea                              | Viva Films                                 |
| 1995 | Separada                               | Jenny                                | Star Cinema, Regal Films                   |
| 1995 | Sarah... Ang Munting Prinsesa          | Becky                                | Star Cinema                                |
| 1996 | Ang TV The Movie: The Adarna Adventure | Aya                                  | Star Cinema                                |
| 1996 | Ama, Ina, Anak                         | Issa                                 | Star Cinema                                |
| 1997 | Hanggang Kailan Kita Mamahalin?        | Justine                              | Star Cinema                                |
| 1997 | Ang Pulubi at Ang Prinsesa             | Nikka                                | Star Cinema                                |
| 1998 | Magandang Hatinggabi                   | Myla                                 | Star Cinema                                |
| 2000 | Daddy Oh, Baby Oh                      | Nina                                 | Star Cinema                                |
| 2001 | Mila                                   | Lani                                 | Star Cinema                                |
| 2001 | Tabi Tabi Po                           | Agnes                                | FLT Films International                    |
| 2002 | Jologs                                 | Party Guest                          | Star Cinema                                |
| 2003 | Dayo                                   |                                      |                                            |
| 2003 | Ang Tanging Ina                        | Gretchen                             | Star Cinema                                |
| 2004 | Mano Po 3: My Love                     | Young Lilia                          | Regal Films                                |
| 2004 | Santa Santita                          | Malen                                | Unitel Pictures                            |
| 2006 | All About Love                         | Kikay                                | Star Cinema                                |
| 2006 | Pitong Dalagita                        | Joyce                                | Canary Films, Grupong Sinehan              |
| 2006 | Matakot Ka Sa Karma                    | Trina                                | Canary Films, OctoArts Films               |
| 2006 | White Lady                             | Christine                            | Regal Films                                |
| 2007 | A Love Story                           | Karyn Torres-Montes                  | Star Cinema                                |
| 2009 | Manila                                 |                                      |                                            |
| 2009 | I Love You, Goodbye                    | Lizette Jimenez                      | Star Cinema                                |
| 2010 | Here Comes The Bride                   | Stefanie (Bride)                     | Star Cinema, OctoArts Films, Quantum Films |
| 2011 | Bulong                                 | Oprah                                | Star Cinema                                |
| 2011 | The Unkabogable Praybeyt Benjamin      | Brandon's Fiancé                     | Star Cinema, Viva Films                    |
| 2011 | Segunda Mano                           | Mariela Domingo-Galvez/Marie Domingo | Star Cinema                                |
| 2012 | Every Breath U Take                    | Majoy Marasigan                      | Star Cinema                                |
| 2012 | Madaling Araw Mahabang Gabi            |                                      | Panoramanila Pictures                      |
| 2012 | 24/7 in Love                           | Verna Francisco                      | Star Cinema                                |
| 2012 | One More Try                           | Jacqueline                           | Star Cinema                                |

### Televisão
| Ano           | Título                                      | Papel                                              | Emissora |
| ------------- | ------------------------------------------- | -------------------------------------------------- | -------- |
| 1992          | Love Note                                   |                                                    | ABC 5    |
| 1992          | Ang TV                                      | Herself                                            | ABS-CBN  |
| 1995–presente | ASAP                                        | Herself/Performer/Host                             | ABS-CBN  |
| 1995          | Familia Zaragoza                            | Angelica Lagrimas                                  | ABS-CBN  |
| 1999          | G-mik                                       | Angelica "Jelai" Rivera                            | ABS-CBN  |
| 2001          | Sa Puso Ko Iingatan Ka                      | Paula Villamines                                   | ABS-CBN  |
| 2002          | Berks                                       | Nicole                                             | ABS-CBN  |
| 2004          | ASAP Fanatic                                | co-host                                            | ABS-CBN  |
| 2004          | Mangarap Ka                                 | Catherine Sita "Cutie" Carter                      | ABS-CBN  |
| 2005          | Vietnam Rose                                | Dang Thien Tin                                     | ABS-CBN  |
| 2006          | Your Song: "Can't Let You Go"               |                                                    | ABS-CBN  |
| 2006          | Komiks Presents: Bampy                      |                                                    | ABS-CBN  |
| 2006          | Star Magic Presents: "Deal or No Deal"      | Belle                                              | ABS-CBN  |
| 2006          | Star Magic Presents: "The Sweetest Victory" | Angel                                              | ABS-CBN  |
| 2006          | Your Song: "Silent Night"                   |                                                    | ABS-CBN  |
| 2006          | Your Song: Can's Let you go                 |                                                    | ABS-CBN  |
| 2006          | Komiks Presents: "Si Piolo at Si Lorelei"   | Lorelei                                            | ABS-CBN  |
| 2007          | Rounin                                      | Aura                                               | ABS-CBN  |
| 2007          | Your Song: "Upside Down"                    |                                                    | ABS-CBN  |
| 2007          | Your Song: Don't Matter                     |                                                    | ABS-CBN  |
| 2007          | Love Spell: "Home Switch Home"              | Princess                                           | ABS-CBN  |
| 2007          | Love Spell: "My Soulfone"                   | Wena                                               | ABS-CBN  |
| 2007          | Ysabella                                    | Venice                                             | ABS-CBN  |
| 2007          | Maging Sino Ka Man: Ang Pagbabalik          | Maria Lena "Lena" Rubio Madrigal                   | ABS-CBN  |
| 2008          | Your Song: "I'll Take Care Of You"          | Ria                                                | ABS-CBN  |
| 2008          | Iisa Pa Lamang                              | Scarlet Dela Rhea-Castilejos                       | ABS-CBN  |
| 2008–presente | Banana Split                                | Various                                            | ABS-CBN  |
| 2009          | Your Song                                   | Tammy                                              | ABS-CBN  |
| 2010          | Rubi                                        | Rubi Perez-Ferrer / Theresa de la Fuente           | ABS-CBN  |
| 2011          | 100 Days to Heaven                          | Claire                                             | ABS-CBN  |
| 2013          | Apoy Sa Dagat                               | Rosanna del Sol (Serena Mirasol) / Rebecca del Sol | ABS-CBN  |
| 2015          | Pangako Sa ’Yo                              | Madam Claudia Salameda-Buenavista                  | ABS-CBN  |